# Xenoclostera junctura
Xenoclostera junctura är en fjärilsart som beskrevs av Moore 1879. Xenoclostera junctura ingår i släktet Xenoclostera och familjen tandspinnare. Inga underarter finns listade i Catalogue of Life.